# Liste du patrimoine culturel immatériel de l'humanité en Italie
Cet article recense les pratiques inscrites au patrimoine culturel immatériel en Italie.

## Statistiques
L'Italie a ratifié la convention pour la sauvegarde du patrimoine culturel immatériel le 30 octobre 2007. La première pratique protégée est inscrite en 2008.
En 2024, l'Italie compte 20 éléments inscrits au patrimoine culturel immatériel, 19 sur la liste représentative et 1 sur le registre des meilleures pratiques de sauvegarde.

## Listes

### Liste représentative
Les éléments suivants sont inscrits sur la liste représentative du patrimoine culturel immatériel de l'humanité :
| Élément | Type | Subdivision                                     | Année | Lien  | Notes | Illus. |
| --- | --- | ----------------------------------------------- | ----- | ----- | --- | ------ |
| Le Canto a tenore, chant pastoral sarde | arts du spectacle | Sardaigne                                       | 2008  | 00165 | |        |
| Le théâtre de marionnettes sicilien Opera dei Pupi | arts du spectacle | Sicile                                          | 2008  | 00011 | |        |
| Le savoir-faire traditionnel du violon à Crémone | savoir-faire liés à l'artisanat traditionnel | Crémone                                         | 2012  | 00719 | |        |
| La diète méditerranéenne | pratiques sociales, rituels et événements festifs savoir-faire liés à l’artisanat traditionnel                                                                                               |                                                 | 2013  | 00884 | Partagé avec Chypre, la Croatie, l'Espagne, la Grèce, le Maroc et le Portugal |        |
| Les processions de structures géantes portées sur les épaules (it)                                                                                                   | pratiques sociales, rituels et événements festifs | notamment Gubbio, Nola, Palmi, Sassari, Viterbe | 2013  | 00721 | Comprend plusieurs événements, dont la Festa dei ceri, Festa dei Gigli (it), la Varia di Palmi, la Faradda di li candareri (it), la machine de sainte Rose (it) |        |
| La pratique agricole traditionnelle de la culture de la vite ad alberello (Taille de la vigne en gobelet) de la communauté de Pantelleria                            | savoir-faire liés à l’artisanat traditionnel | Pantelleria                                     | 2014  | 00720 | |        |
| La fauconnerie, un patrimoine humain vivant | connaissances et pratiques concernant la nature et l’univers |                                                 | 2016  | 01708 | Partagé avec l'Allemagne, l'Arabie saoudite, l'Autriche, la Belgique, la Corée du Sud, la Croatie, les Émirats arabes unis, l'Espagne, la France, la Hongrie, l'Irlande, le Kazakhstan, le Kirghizistan, le Maroc, la Mongolie, le Pakistan, les Pays-Bas, la Pologne, le Portugal, le Qatar, la Syrie et la Tchéquie |        |
| L'art du pizzaiolo napolitain | savoir-faire liés à l'artisanat traditionnel | Naples                                          | 2017  | 00722 | |        |
| L'art de la construction en pierre sèche : savoir-faire et techniques                                                                                                | connaissances et pratiques concernant la nature et l'univers pratiques sociales, rituels et événements festifs savoir-faire liés à l’artisanat traditionnel traditions et expressions orales |                                                 | 2018  | 02106 | Partagé avec Chypre, la Croatie, l'Espagne, la France, la Grèce, la Slovénie et la Suisse Étendu en 2024 à l'Andorre, l'Autriche, la Belgique, l'Irlande et au Luxembourg |        |
| L'alpinisme | connaissances et pratiques concernant la nature et l’univers |                                                 | 2019  | 01471 | Partagé avec la France et la Suisse |        |
| La Fête du grand pardon | pratiques sociales, rituels et événements festifs | L'Aquila                                        | 2019  | 01276 | |        |
| La Transhumance, déplacement saisonnier de troupeaux | connaissances et pratiques concernant la nature et l'univers |                                                 | 2019  | 01964 | Partagé en 2019 avec l'Autriche et la Grèce Étendu en 2023 à l'Albanie, Andorre, la Croatie, l'Espagne, la France, le Luxembourg et la Roumanie |        |
| L'art de la perle de verre | savoir-faire liés à l’artisanat traditionnel |                                                 | 2020  | 01591 | Partagé avec la France |        |
| L'art musical des sonneurs de trompe, une technique instrumentale liée au chant, à la maîtrise du souffle, au vibrato, à la résonance des lieux et à la convivialité | arts du spectacle |                                                 | 2020  | 01581 | Partagé avec la Belgique, la France et le Luxembourg |        |
| La recherche et le cavage de truffes en Italie, connaissances et pratiques traditionnelles                                                                           | connaissances et pratiques concernant la nature et l’univers traditions et expressions orales                                                                                                |                                                 | 2021  | 01395 | |        |
| Les traditions d'élevage des chevaux Lipizzan | connaissances et pratiques concernant la nature et l'univers |                                                 | 2022  | 01687 | Partagé avec l'Autriche, la Bosnie-Herzégovine, la Croatie, la Hongrie, la Roumanie, la Slovaquie et la Slovénie |        |
| L'irrigation traditionnelle : connaissance, technique et organisation                                                                                                | connaissances et pratiques concernant la nature et l'univers savoir-faire liés à l'artisanat traditionnel                                                                                    |                                                 | 2023  | 01979 | Partagé avec l'Allemagne, l'Autriche, la Belgique, le Luxembourg, les Pays-Bas et la Suisse |        |
| La pratique du chant lyrique en Italie | traditions et expressions orales arts du spectacle connaissances et pratiques concernant la nature et l'univers                                                                              |                                                 | 2023  | 01980 | |        |
| La sonnerie manuelle des cloches (eu) | arts du spectacle pratiques sociales, rituels et événements festifs savoir-faire liés à l'artisanat traditionnel                                                                             |                                                 | 2024  | 02100 | Partagé avec l'Espagne |        |

### Patrimoine immatériel nécessitant une sauvegarde urgente
L'Italie ne compte aucun élément listé sur la liste du patrimoine immatériel nécessitant une sauvegarde urgente.

### Registre des meilleures pratiques de sauvegarde
L'Italie compte une pratique listée au registre des meilleures pratiques de sauvegarde :
| Élément                                                                               | Type                                              | Subdivision | Année | Lien  | Notes                                                    | Illus. |
| ------------------------------------------------------------------------------------- | ------------------------------------------------- | ----------- | ----- | ----- | -------------------------------------------------------- | ------ |
| Tocatì (it), un programme partagé pour la sauvegarde des jeux et sports traditionnels | pratiques sociales, rituels et événements festifs |             | 2022  | 01709 | Partagé avec la Belgique, Chypre, la Croatie et l'France |        |